# 浅野四郎
浅野 四郎（あさの しろう、1877年10月 - 1955年）は、日本の撮影技師。日本人で初めて活動写真（映画）を撮影した人物である。

## 来歴・人物
小西写真店は1897年（明治30年）10月に、イギリスのバクスター・アンド・レイ社より撮影機を輸入した。本機械は輸入販売する為に仕入れたものだったが、使用方法を知らなかったため、うっかり発表することも出来なかった。そこで小西に命じられて機械の試験撮影を頼まれたのが、小西の店員で当時20歳の浅野だった。試行錯誤の末、撮影・現像に成功し、12月31日に日本橋の光景を写した『日本橋の鉄道馬車』を完成させ、日本人が撮った最初の映画となった。
その後、浅草観音境内で老婆が鳩に豆を撒く姿を写した『浅草観音』、『上野の汽車』『品川の海岸』など風景を写したものを撮り、1898年（明治31年）には劇的シチュエーションを持つ『化け地蔵』『死人の蘇生』といった小編を撮影している。
また、広目屋の店員だった駒田好洋の依頼で、柴田常吉、白井勘造と芸者の踊りなどを撮影・現像し、それらは1899年（明治32年）6月20日に「日本率先活動大写真」と称して歌舞伎座で公開された。これが一般に最初の映画興行といわれている。この時上映された作品は以下の通り（当時の広告より）。
- 写真：『銀座街』、『日本橋街』、『浅草仲見世』
- 舞踊：『松づくし五枚扇』（踊りは柳橋芸妓小勝、地方はおなつ、やほ）、『元禄踊』（同喜代次、よし子、おなつ）、『活惚れ』（よし町芸妓太郎、小千代、錦糸）、『鶴亀』（新橋芸妓おみつ、地方すま子、小蝶）、『紅葉の橋』（同あたり、六助）、『潮来出島』（祇園芸妓一力楼まさ子、かよ子）、『道成寺』（同小きみ、久鶴、勝龍）

同年7月14日からは明治座でも上映が行われており、この時のプログラムは以下の通りである。
- 『銀座街』、『日本橋首街』、『浅草仲見世』、芸妓手踊「新橋の部」『長唄花月の四季』（蔦小松家おえん、沼田家おえつ、地方福松家すま子、新川村家小蝶）、『紅葉の橋』（武蔵家あたり、福中村家六助）、『長唄鶴亀』（蔦小松家おえん、翁家小いな、松の家おえつ）、『新鹿子』（日の家ぼたん、沼田家兼子）、『端唄背戸のだん畑』（鈴木家小竹）、「柳橋の部」『端唄松づくし』（立花家小静、地方若松家なつ、上総家やを）、『元禄花見踊』（小若松家喜代治、新中の家よし、地方若松家なつ、上総家やを、鳴物内田家柳子）、「芳町の部」『かつぽれ』（浜田家五郎、萬屋小千代、三輪屋錦糸）、「京都祇園の部」『潮来出しま』（祇園町一力楼まさ子、かよ）『道成寺』（同小きみ、久鶴、勝龍）

同年、浅野は小西を退社、土浦の農家大塚家の養子となり、その後は石炭商を営んでいた。